# Anatolij Nikolaevič Berezovoj
Anatolij Nikolaevič Berezovoj (Ėnem, 11 aprile 1942 – Mosca, 20 settembre 2014) è stato un cosmonauta sovietico.
Ha volato nello spazio come comandante della missione Sojuz T-5

## Voci correlate

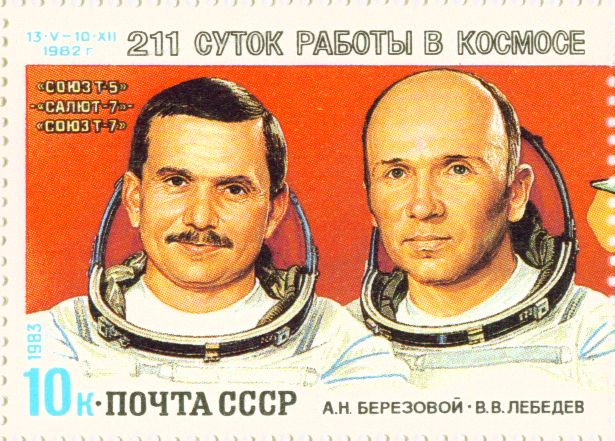
Anatoli Berezovoi su un francobollo sovietico (con, sulla destra, Valentin Lebedev)